# نضال القطامين
نضال مرضي عبد الله القطامين سياسي أردني. عُين وزيرًا لوزارة النقل الأردنية ضمن التعديل الوزاري على حكومة جعفر حسان في 6 أغسطس 2025.

## حياته
عمل سابقًا وزيرًا في حكومات عبدالله عبدالكريم حمدان النسور، وكان بين عامي 2012 و2013 وزيرًا للعمل، وبين عامي 2013 و2016 وزيرًا للعمل والنقل والسياحة والآثار.
في 6 أغسطس 2025، أدى اليمين القانونية وزيرًا للنقل أمام ملك الأردن عبد الله الثاني في قصر الحسينية.